# Académie internationale de lutte contre la corruption
L’Académie internationale de lutte contre la corruption (IACA) (en: International Anti-Corruption Academy) est une organisation internationale située à Laxenbourg (Basse-Autriche) 20km au sud de Vienne, Autriche. L’académie vise à contribuer à la lutte contre la corruption et à étudier les carences actuelles dans le domaine. Son objectif est de fournir une formation professionnelle aux professionnels et praticiens de tous les secteurs de la société. L’IACA compte actuellement 75 États membres de l’ONU et 4 organisations internationales.

## Histoire
L’académie a été fondée sur initiative de l’Office des Nations unies contre la drogue et le crime (UNODC), la République d’Autriche et l’Office européen de lutte antifraude (OLAF). Elle a été établi sur la base d’un accord multilatéral - l’Accord confèrent le statut d’organisation internationale à l’Académie internationale de lutte contre la corruption. L’IACA a été inaugurée pendant la conférence « De la vision à la réalité », qui s’est déroulée à Vienne le 2 et 3 septembre 2010 en présence des délégations de plus de 120 États membres de l’ONU. De nombreux représentants des organisations internationales, le secteur privé et la société civile y ont également participé. Le lancement de l’IACA a eu lieu sous l’égide du secrétaire général des Nations unies, Ban Ki-moon. Au cours de la conférence, l’accord multilatéral a été signé par 35 États membres de l’ONU et une organisation internationale. À la fin de 2010, l’IACA comptait 57 membres. Le 8 mars 2011, elle est devenue une organisation internationale indépendante. Aujourd’hui elle compte 71 membres et a le statut d’observateur auprès de l'Assemblée générale des Nations unies,, le Conseil économique et social des Nations unies et la groupe d’États contre la corruption du Conseil de l’Europe.

## Formation et coopération
Suivant une approche holistique, l’IACA offre des séminaires et programmes sur la lutte contre la corruption ainsi qu'un programme au niveau master. Elle fournit également des programmes « sur mesure » à la demande et organise des séminaires avec d’autres institutions, comme le Programme des Nations unies pour le développement (PNUD) et Transparency International. De plus, l’IACA offre des opportunités de recherche ainsi qu’une une plateforme pour l’échange des expériences, le réseautage et le développement des bonnes pratiques. Dans un effort pour renforcer la lutte contre la corruption, l’académie travaille en coopération étroite avec des entités gouvernementales et non gouvernementales ainsi qu’avec le secteur privé. À cet égard, elle a conclu des accords de coopération avec plusieurs institutions, y compris l’Organisation pour la sécurité et la coopération en Europe (OSCE), la Banque mondiale et l’Organisation des États américains (OEA).

## Gouvernance
L'IACA est dotée des organes suivants: l’Assemblé des Parties, le Conseil des Gouverneurs, le Conseil consultatif supérieur international, le Conseil académique supérieur international et le doyen. Depuis le 2 mars 2020, le diplomate autrichien Thomas Stelzer occupe ce poste.